# Chungmuro
Chungmuro (Hangeul: 충무로; Hanja: 忠武路) ist eine Gegend in der südkoreanischen Hauptstadt Seoul im Stadtteil Jung-gu. Sie war lange Zeit das Zentrum der südkoreanischen Filmindustrie. In Chungmuro siedelten sich die ersten koreanischen Filmstudios an. Mit der Zeit zogen diese jedoch vorwiegend nach Gangnam. Mittlerweile die Stadt Busan als Zentrum der koreanischen Filmindustrie, doch weiterhin ist der Begriff Chungmuro eng mit der südkoreanischen Filmindustrie verknüpft, ähnlich wie Hollywood für den amerikanischen Film steht.
Der Name kommt von Chungmugong, dem posthumen Titel von Admiral Yi Sun-sin. Ro bedeutet so viel wie „Straße“.
1907 eröffnete in Chungmuro das Dansungsa als Bühnentheater, dass ab 1918 auch Film vorführte, womit es das erste Kino Koreas wurde.

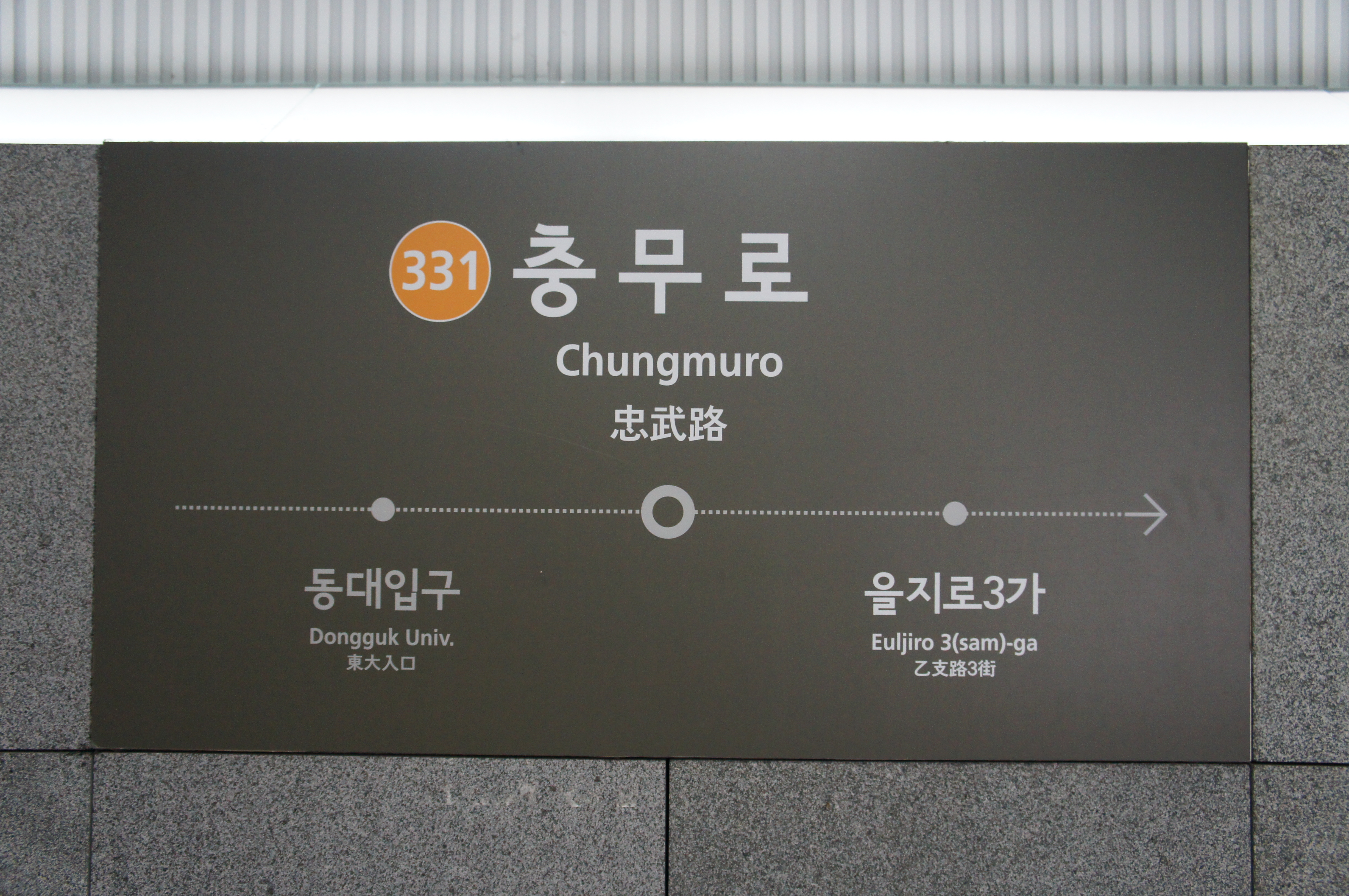
Chungmuro Station

In Chungmuro direkt gibt es die U-Bahnstation Chungmuro Station, dessen Ausgänge direkt ins frühere Filmviertel führen. Aktuell wird in Chungmuro die Seoul Cinematheque errichtet.